# Torkel Franzén
Torkel Malte Oskar Franzén, född 1 april 1950 i Pajala församling, Norrbottens län, död 19 april 2006 i Maria Magdalena församling, Stockholm, var en svensk filosof, logiker och matematiker. 
Han var verksam som lektor vid Luleå tekniska universitet 
och även som skönlitterär översättare.
Franzén disputerade 1987 vid Stockholms universitet med en avhandling om matematikens filosofi, Provability and Truth. 
Han författade efter detta ett flertal böcker, inom såväl programmering som logik och filosofi. 
På det filosofiska området verkade Franzén för att precisera den filosofiska innebörden av Kurt Gödels ofullständighetssats och gjorde sig, enligt Solomon Feferman, känd som en kritiker av vanformuleringar och felaktigt nyttjande av detsamma. Franzén har gjort en stor insats med sin analys av hur Turings (och senare Fefermans) konstruktioner med transfinita kompletteringar av ett axiomsystem egentligen fungerar. 
Franzén blev internationellt uppmärksammad under sin sista tid och inbjuden att föreläsa på ett dussintal universitet världen över.
Franzén gjorde sig därtill känd som en aktiv postare på usenetgruppen swnet, samt även på ett antal övriga internetgrupper såsom sci.logic, och sci.math.
Franzén översatte till svenska bland annat verk av de engelskspråkiga science fiction-författarna Brian Aldiss, Jack Vance och Ursula K. LeGuin men även exempelvis John Horton Conways Boken om tal (Book of Numbers) (2000).
Under 1970-talet var han aktiv inom science fiction-fandom och flitig bidragsgivare till flera fanzines. John-Henri Holmberg anser att Franzén är en av de främsta som publicerats i svenska sf-fanzine.
Torkel Franzén avled av cancer vid 56 års ålder.

## Översättningar (urval)
- Joe Hyams: Bogie: Humphrey Bogarts liv (Bogie: the biography of Humphrey Bogart) (Lindfors, 1977)
- Isaiah Berlin: Fyra essäer om frihet (Ratio, 1984)
- James Lee Burke: Louisiana blues (Black cherry blues) (Wiken, 1993)
- Bruce Sterling: Schismatrix (Schismatrix plus) (Läsförlaget, 2005=